# Campionat del món de ciclisme en pista de 1912
El Campionat Mundial de Ciclisme en Pista de 1912 es va celebrar a Newark (Estats Units d'Amèrica) del 30 d'agost al 4 de setembre de 1912.
Les competicions professionals es van realitzar al Velòdrom de Newark. En total es va competir en 3 disciplines, 2 de professionals i 1 d'amateurs.

## Resultats

### Professional
| Prova                | Or                          | Argent                       | Bronze                     |
| Velocitat individual | Frank Kramer · Estats Units | Alfred Grenda · Austràlia    | André Perchicot · França   |
| Darrere moto         | George Wiley · Estats Units | Elmer Collins · Estats Units | Jimmy Moran · Estats Units |

### Amateur
| Prova                | Or                              | Argent                      | Bronze                     |
| Velocitat individual | Donald McDougall · Estats Units | Harry Kaiser · Estats Units | James Diver · Estats Units |

## Medaller
| Pos. | País         | Or | Plata | Bronze | Total |
| 1    | Estats Units | 3  | 2     | 2      | 7     |
| 2    | Austràlia    | 0  | 1     | 0      | 1     |
| 3    | França       | 0  | 0     | 1      | 1     |